# Phrynus marginemaculatus
Espèce
Synonymes
- Phrynus pallasii Blanchard, 1852
- Tarantula latifrons Pocock, 1894
- Tarantula keyserlingii Pocock, 1894
- Phrynus rangelensis Franganillo, 1931
- Phrynus viridescens Franganillo, 1931
- Phrynus levii cubensis Quintero, 1983

Phrynus marginemaculatus est une espèce d'amblypyges de la famille des Phrynidae.

## Distribution
Cette espèce se rencontre dans le sud de la Floride aux États-Unis, aux Bermudes, aux Bahamas, aux Turques-et-Caïques, à Cuba, à la Jamaïque, aux Caïmans, à Hispaniola, à Porto Rico, à Antigua-et-Barbuda et à la Martinique,.

## Description
La femelle décrit par Quintero en 1981 mesure 18 mm.

## Publication originale
- C. L. Koch, 1840 : Die Arachniden. Nürnberg, vol. 8, p. 1-131 (texte intégral).